# Szparki
Szparki (deutsch Sparken) ist ein Dorf in der polnischen Woiwodschaft Ermland-Masuren und gehört zur Gmina Pisz (Stadt- und Landgemeinde Johannisburg) im Powiat Piski (Kreis Johannisburg).

## Geographische Lage
Szparki liegt im südlichen Osten der Woiwodschaft Ermland-Masuren, vier Kilometer südlich der Kreisstadt Pisz (deutsch Johannisburg).

## Geschichte
Das kleine vor 1579 Sparcken, vor 1785 Lyszewen um 1785 Lyssewen und nach 1785 Sparka genannte Dorf wurde 1533 als Freidorf mit vier Hufen nach Magdeburgischem Recht gegründet. Durch sein Sägewerk fand es überregionale Bedeutung.
Der Ort gehörte zum Kreis Johannisburg im Regierungsbezirk Gumbinnen (ab 1905: Regierungsbezirk Allenstein) in der preußischen Provinz Ostpreußen. Von 1874 bis 1945 war Sparken in den Amtsbezirk Kallenzinnen (ab 1938 „Amtsbezirk Dreifelde“) eingegliedert.
123 Einwohner zählte Sparken im Jahre 1910, 1933 waren es 108 und 1939 bereits 135.
In Kriegsfolge kam Sparken 1945 mit dem gesamten südlichen Ostpreußen zu Polen und erhielt die polnische Namensform „Szparki“. Heute ist der Ort in die Stadt- und Landgemeinde Pisz (Johannisburg) im Powiat Piski (Kreis Johannisburg) einbezogen, die bis 1998 der Woiwodschaft Suwałki, seither der Woiwodschaft Ermland-Masuren zugehörig war.

## Religionen
Sparken war bis 1945 in die evangelische Kirche Johannisburg in der Kirchenprovinz Ostpreußen der Kirche der Altpreußischen Union sowie in die römisch-katholische Kirche in Johannisburg im Bistum Ermland eingepfarrt.
Heute gehört Szparki kirchlich weiterhin zur Kreisstadt: zur dortigen katholischen Pfarrkirche St. Johannis, jetzt im Bistum Ełk der Römisch-katholischen Kirche in Polen gelegen, und zur evangelischen Kirchengemeinde, nun innerhalb der Diözese Masuren der Evangelisch-Augsburgischen Kirche in Polen.

## Verkehr
Szparki liegt östlich der polnischen Landesstraße 63 und ist von ihr über einen Landweg direkt zu erreichen. Ein Bahnanschluss besteht nicht.